# A Baywatch epizódjainak listája
Ez a lap a Baywatch című sorozat epizódjait tartalmazza.

## Évados áttekintés
| Évad | Évad | Részek száma | Részek száma | Eredeti sugárzás     | Eredeti sugárzás | Eredeti adó |
| Évad | Évad | Részek száma | Részek száma | Évadbemutató         | Évadzáró         | Eredeti adó |
| ---- | ---- | ------------ | ------------ | -------------------- | ---------------- | ----------- |
|      | 1.   | 21           | 21           | 1989. szeptember 22. | 1990. április 6. | NBC         |
|      | 2.   | 22           | 22           | 1991. október 5.     | 1992. május 23.  | Syndication |
|      | 3.   | 22           | 22           | 1992. szeptember 20. | 1993. május 16.  | Syndication |
|      | 4.   | 22           | 22           | 1993. szeptember 25. | 1994. május 21.  | Syndication |
|      | 5.   | 22           | 22           | 1994. szeptember 26. | 1995. május 22.  | Syndication |
|      | 6.   | 22           | 22           | 1995. szeptember 25. | 1996. május 13.  | Syndication |
|      | 7.   | 22           | 22           | 1996. szeptember 23. | 1997. május 12.  | Syndication |
|      | 8.   | 22           | 22           | 1997. szeptember 22. | 1998. május 18.  | Syndication |
|      | 9.   | 22           | 22           | 1998. szeptember 21. | 1999. május 17.  | Syndication |
|      | 10.  | 22           | 22           | 1999. szeptember 20. | 2000. május 15.  | Syndication |
|      | 11.  | 22           | 22           | 2000. október 2.     | 2001. május 14.  | Syndication |

## 1. évad (1989–1990)
| Sor. | Év. | Cím                                                  | Rendező            | Író                                                                                | Premier              |
| ---- | --- | ---------------------------------------------------- | ------------------ | ---------------------------------------------------------------------------------- | -------------------- |
| 1.   | 1.  | Végzetes vízirobogózás (In Deep)                     | Peter H. Hunt      | Michael Berk & Douglas Schwartz                                                    | 1989. szeptember 22. |
| 2.   | 2.  | Kánikula (Heat Wave)                                 | Gus Trikonis       | Ernie Wallengren                                                                   | 1989. szeptember 29. |
| 3.   | 3.  | Kísért a múlt (Second Wave)                          | Scott Brazil       | Jill Donner                                                                        | 1989. október 13.    |
| 4.   | 4.  | Palackposta (Message in a Bottle)                    | Kim Manners        | Terry Erwin                                                                        | 1989. október 20.    |
| 5.   | 5.  | Kétbalkezes tolvajok (The Sky Is Falling)            | Kim Manners        | William Rabkin & Lee Goldberg                                                      | 1989. október 27.    |
| 6.   | 6.  | Gyilkos mélyvíz (The Drowning Pool)                  | Mario DiLeo        | William A. Schwartz                                                                | 1989. november 3.    |
| 7.   | 7.  | Életmentő tanfolyam (Rookie School)                  | Bruce Seth Green   | Lee Goldberg & William Rabkin                                                      | 1989. november 10.   |
| 8.   | 8.  | Kirándulóhajó (Cruise Ship)                          | Tommy Lee Wallace  | Jill Donner & William A. Schwartz                                                  | 1989. november 24.   |
| 9.   | 9.  | A vérbosszú (The Cretin of the Shallows)             | Vern Gillum        | William A. Schwartz & Ernie Wallengren                                             | 1989. december 1.    |
| 10.  | 10. | A vihar (Shelter Me)                                 | Scott Brazil       | Terry Erwin                                                                        | 1989. december 8.    |
| 11.  | 11. | Amikor a régi barátok újra összejönnek (The Reunion) | Rob Bowman         | W. Reed Moran                                                                      | 1989. december 15.   |
| 12.  | 12. | Páncélautó (Armored Car)                             | Michael Ray Rhodes | Történet: Michael Berk & Douglas Schwartz Tévéjáték: Lee Goldberg & William Rabkin | 1990. január 5.      |
| 13.  | 13. | Hazatérés (Home Cort)                                | Paul Schneider     | Terry Erwin & William A. Schwartz                                                  | 1990. január 12.     |
| 14.  | 14. | Hurrá nyaralunk (We Need a Vacation)                 | Gus Trikonis       | Lee Goldberg & William Rabkin                                                      | 1990. január 26.     |
| 15.  | 15. | Zavaros vizek (Muddy Waters)                         | Paul Schneider     | William A. Schwartz & Terry Erwin                                                  | 1990. február 2.     |
| 16.  | 16. | A szerencse forgandó (Snake Eyes)                    | Gus Trikonis       | Kate Boutilier                                                                     | 1990. február 9.     |
| 17.  | 17. | Holdfogyatkozás (Eclipse)                            | Paul Schneider     | Claire Whitaker                                                                    | 1990. február 23.    |
| 18.  | 18. | Cápaderbi (Shark Derby)                              | Gregory J. Bonann  | Kate Boutilier & Terry Erwin                                                       | 1990. március 2.     |
| 19.  | 19. | A nagy verseny (The Big Race)                        | Kevin Inch         | Rolf Wallengren                                                                    | 1990. március 16.    |
| 20.  | 20. | Régi barátok (Old Friends)                           | Douglas Schwartz   | William A. Schwartz                                                                | 1990. március 30.    |
| 21.  | 21. | A földrengés (The End?)                              | Reza Badiyi        | Lee Goldberg & William Rabkin                                                      | 1990. április 6.     |

## 2. évad (1991–1992)
| Sor. | Év. | Cím                                                          | Rendező           | Író                                                                  | Premier            |
| ---- | --- | ------------------------------------------------------------ | ----------------- | -------------------------------------------------------------------- | ------------------ |
| 22.  | 1.  | Aki megmenekült (The One That Got Away)                      | Gus Trikonis      | Ronni Kern                                                           | 1991. október 5.   |
| 23.  | 2.  | Fő a pénz, szivi (Money, Honey)                              | Monte Markham     | Alan Swyer                                                           | 1991. október 12.  |
| 24.  | 3.  | A csodálatos Buchannon fiú (Fabulous Buchannon Boys)         | Gus Trikonis      | W. Reed Moran                                                        | 1991. október 19.  |
| 25.  | 4.  | A rosszfiúk (Point of Attack)                                | Alan Myerson      | Alan Swyer                                                           | 1991. október 26.  |
| 26.  | 5.  | Otthon nélkül (Sandcastles)                                  | Monte Markham     | Garner Simmons                                                       | 1991. november 2.  |
| 27.  | 6.  | Lefogysz vagy meghalsz (Thin or Die)                         | Douglas Schwartz  | Deborah Schwartz & Douglas Schwartz                                  | 1991. november 9.  |
| 28.  | 7.  | A trófea 1. rész (The Trophy: Part 1)                        | Douglas Schwartz  | David Braff                                                          | 1991. november 16. |
| 29.  | 8.  | A trófea 2. rész (The Trophy: Part 2)                        | Douglas Schwartz  | David Braff                                                          | 1991. november 23. |
| 30.  | 9.  | Túl szép, hogy gyilkoljon (If Looks Could Kill)              | Douglas Schwartz  | Történet: I.C. Rapoport Tévéjáték: I.C. Rapoport & Michael Berk      | 1991. november 30. |
| 31.  | 10. | Rémálom az öbölben 1. rész (Nightmare Bay: Part 1)           | Gregory J. Bonann | Michael Berk & Douglas Schwartz                                      | 1991. december 7.  |
| 32.  | 11. | Rémálom az öbölben 2. rész (Nightmare Bay: Part 2)           | Gregory J. Bonann | Michael Berk & Douglas Schwartz                                      | 1991. december 14. |
| 33.  | 12. | Az iskolatalálkozó (Reunion)                                 | Gus Trikonis      | Történet: Jill Sherman Donner & Michael Berk Tévéjáték: Michael Berk | 1992. február 1.   |
| 34.  | 13. | Az idegek háborúja (War of Nerves)                           | Douglas Schwartz  | Deborah Schwartz & Douglas Schwartz                                  | 1992. február 8.   |
| 35.  | 14. | A nagy hétfő (Big Monday)                                    | Gregory J. Bonann | Gary Capo & Julian Whatley & Michael Berk                            | 1992. február 15.  |
| 36.  | 15. | Lángtenger (Sea of Flames)                                   | Gregory J. Bonann | Michael Berk & Douglas Schwartz                                      | 1992. február 22.  |
| 37.  | 16. | Hallgasd a mesét (Now Sit Right Back and You'll Hear a Tale) | Douglas Schwartz  | Lloyd J. Schwartz                                                    | 1992. február 29.  |
| 38.  | 17. | Élethalálharc (The Chamber)                                  | Gregory J. Bonann | Alan Swyer & Gregg Segal                                             | 1992. március 7.   |
| 39.  | 18. | A cápaöböl (Shark's Cove)                                    | Monte Markham     | Deborah Schwartz & Douglas Schwartz                                  | 1992. április 25.  |
| 40.  | 19. | A 12-es torony eltűnt kincse (Lost Treasure of Tower 12)     | Cliff Bole        | Glenn A. Bruce & David Braff                                         | 1992. május 2.     |
| 41.  | 20. | A szabotázs (The Big Spill)                                  | Cliff Bole        | David Braff                                                          | 1992. május 9.     |
| 42.  | 21. | Játszmák (Game of Chance)                                    | Georg Fenady      | David Braff                                                          | 1992. május 16.    |
| 43.  | 22. | 85 nyara (Summer of '85)                                     | Michael Berk      | Michael Berk                                                         | 1992. május 23.    |

## 3. évad (1992–1993)
| Sor. | Év. | Cím                                                                    | Rendező           | Író                                          | Premier              |
| ---- | --- | ---------------------------------------------------------------------- | ----------------- | -------------------------------------------- | -------------------- |
| 44.  | 1.  | A folyó ahonnan nincs visszatérés 1. rész (River of No Return: Part 1) | Douglas Schwartz  | Michael Berk & Douglas Schwartz              | 1992. szeptember 20. |
| 45.  | 2.  | A folyó ahonnan nincs visszatérés 2. rész (River of No Return: Part 2) | Douglas Schwartz  | Michael Berk & Douglas Schwartz              | 1992. szeptember 20. |
| 46.  | 3.  | Tequila-öböl (Tequila Bay)                                             | Lyndon Chubbuck   | David Braff                                  | 1992. szeptember 27. |
| 47.  | 4.  | Az év újonca (Rookie of the Year)                                      | Gus Trikonis      | Deborah Schwartz & Gregory J. Bonann         | 1992. október 4.     |
| 48.  | 5.  | A móló örvénye (Pier Pressure)                                         | Gus Trikonis      | Deborah Schwartz & Douglas Schwartz          | 1992. október 11.    |
| 49.  | 6.  | Varázslat a Malibu gimiért (Showdown at Malibu Beach High)             | Douglas Schwartz  | Michael Berk & Douglas Schwartz              | 1992. október 18.    |
| 50.  | 7.  | Halálösvény (Point Doom)                                               | Gregory J. Bonann | Daniel M. Peterson & David Trim              | 1992. október 25.    |
| 51.  | 8.  | A hercegnő (Princess of Tides)                                         | Parker Stevenson  | Michael Berk & Peter Kiwitt                  | 1992. november 1.    |
| 52.  | 9.  | Álruhában (Masquerade)                                                 | Heather Hill      | I.C. Rapoport                                | 1992. november 8.    |
| 53.  | 10. | A vízi-mentők nem ugrálnak (Lifeguards Can't Jump)                     | Gregory J. Bonann | Lloyd J. Schwartz                            | 1992. november 15.   |
| 54.  | 11. | Forró nap (Dead of Summer)                                             | Cliff Bole        | Terry Erwin                                  | 1992. november 22.   |
| 55.  | 12. | Élet-halál kérdése (A Matter of Life and Death)                        | Sidney Hayers     | Gary Capo & Julian Whatley & Michael Berk    | 1993. január 10.     |
| 56.  | 13. | A romantikus sziget (Island of Romance)                                | Gregory J. Bonann | Michael Berk & Deborah Schwartz              | 1993. január 17.     |
| 57.  | 14. | A földönkívüliek (Strangers Among Us)                                  | Alan Myerson      | John Whelpley                                | 1993. január 24.     |
| 58.  | 15. | Vakáció 1. rész (Vacation: Part 1)                                     | Gus Trikonis      | David Braff                                  | 1993. január 31.     |
| 59.  | 16. | Vakáció - 2. rész (Vacation: Part 2)                                   | Gus Trikonis      | David Braff                                  | 1993. február 7.     |
| 60.  | 17. | A torony (The Tower)                                                   | Gregory J. Bonann | Deborah Schwartz & Michael Berk              | 1993. február 14.    |
| 61.  | 18. | A színésznő (Stakeout at Surfrider Beach)                              | Parker Stevenson  | Történet: Jim Hilton Tévéjáték: David Braff  | 1993. február 21.    |
| 62.  | 19. | Összetörve 1. rész (Shattered: Part 1)                                 | Douglas Schwartz  | Douglas Schwartz                             | 1993. április 25.    |
| 63.  | 20. | Összetörve 2. rész (Shattered: Part 2)                                 | Douglas Schwartz  | Douglas Schwartz                             | 1993. május 2.       |
| 64.  | 21. | Ütések (Kicks)                                                         | Michael Berk      | Michelle Berk & Trish Garland & Peter Kiwitt | 1993. május 9.       |
| 65.  | 22. | Végzetes csere (Fatal Exchange)                                        | Paul Cajero       | David Braff                                  | 1993. május 16.      |

## 4. évad (1993–1994)
| Sor. | Év. | Cím                                                               | Rendező           | Író                                                          | Premier              |
| ---- | --- | ----------------------------------------------------------------- | ----------------- | ------------------------------------------------------------ | -------------------- |
| 66.  | 1.  | Versenyben az idővel 1. rész (Race Against Time: Part 1)          | Gregory J. Bonann | Michael Berk & Deborah Schwartz                              | 1993. szeptember 25. |
| 67.  | 2.  | Versenyben az idővel 2. rész (Race Against Time: Part 2)          | Gregory J. Bonann | Michael Berk & Deborah Schwartz                              | 1993. szeptember 25. |
| 68.  | 3.  | Szerelmesek öble (Lover's Cove)                                   | Gus Trikonis      | Steven Barnes                                                | 1993. október 2.     |
| 69.  | 4.  | Nincs remény (Blindside)                                          | Douglas Schwartz  | Deborah Schwartz                                             | 1993. október 9.     |
| 70.  | 5.  | Vendég az égből (Skyrider)                                        | Lyndon Chubbuck   | Sherri Ziff & Michael Berk                                   | 1993. október 16.    |
| 71.  | 6.  | Csápok 1. rész (Tentacles: Part 1)                                | Lyndon Chubbuck   | Történet: Sherri Ziff & Michael Berk Tévéjáték: Michael Berk | 1993. október 23.    |
| 72.  | 7.  | Csápok 2. rész (Tentacles: Part 2)                                | Lyndon Chubbuck   | Történet: Sherri Ziff & Michael Berk Tévéjáték: Michael Berk | 1993. október 30.    |
| 73.  | 8.  | Merülés (Submersion)                                              | Gregory J. Bonann | Michael Berk                                                 | 1993. november 6.    |
| 74.  | 9.  | Buchannon, a vasember (Ironman Buchannon)                         | Douglas Schwartz  | David Braff                                                  | 1993. november 13.   |
| 75.  | 10. | Világszám (Tower of Power)                                        | Gus Trikonis      | David Braff                                                  | 1993. november 20.   |
| 76.  | 11. | A gyermeki lélek (The Child Inside)                               | Douglas Schwartz  | Deborah Schwartz                                             | 1993. november 27.   |
| 77.  | 12. | Reménytelen szerelem (Second Time Around)                         | Lyndon Chubbuck   | Garner Simmons                                               | 1994. január 22.     |
| 78.  | 13. | A vörös lovagok (Red Knights)                                     | Cliff Bole        | Elroy Schwartz                                               | 1994. január 29.     |
| 79.  | 14. | A nyugtalan lelkek szállodája 1. rész (Coronado Del Soul: Part 1) | Gus Trikonis      | David Braff                                                  | 1994. február 5.     |
| 80.  | 15. | A nyugtalan lelkek szállodája 2. rész (Coronado Del Soul: Part 2) | Gus Trikonis      | David Braff                                                  | 1994. február 12.    |
| 81.  | 16. | Tükröm, tükröm (Mirror, Mirror)                                   | Douglas Schwartz  | Deborah Schwartz                                             | 1994. február 19.    |
| 82.  | 17. | A Falcon-nyilatkozat (The Falcon Manifesto)                       | Charles Braverman | Michele Berk & Susan Hamilton Brin                           | 1994. február 26.    |
| 83.  | 18. | A nagy ötlet (Rescue Bay)                                         | Gregory J. Bonann | Steven Barnes                                                | 1994. március 5.     |
| 84.  | 19. | Fegyvercsempészek (Western Exposure)                              | Gregory J. Bonann | Deborah Schwartz                                             | 1994. április 30.    |
| 85.  | 20. | Porcelánbabák (The Life You Save)                                 | Michael Berk      | Michael Berk                                                 | 1994. május 7.       |
| 86.  | 21. | A híres country-énekes (Trading Places)                           | Paul Cajero       | David Braff                                                  | 1994. május 14.      |
| 87.  | 22. | Az életmentők megmentése (Guys & Dolls)                           | Cliff Bole        | David Braff                                                  | 1994. május 21.      |

## 5. évad (1994–1995)
| Sor. | Év. | Cím                                                             | Rendező           | Író                                       | Premier              |
| ---- | --- | --------------------------------------------------------------- | ----------------- | ----------------------------------------- | -------------------- |
| 88.  | 1.  | Élet a törésvonalban 1. rész (Livin' on the Fault Line, Part 1) | Gregory J. Bonann | Michael Berk                              | 1994. szeptember 26. |
| 89.  | 2.  | Élet a törésvonalban 2. rész (Livin' on the Fault Line, Part 2) | Gregory J. Bonann | Michael Berk                              | 1994. október 3.     |
| 90.  | 3.  | Utórezgés (Aftershock)                                          | Gus Trikonis      | David Braff                               | 1994. október 10.    |
| 91.  | 4.  | A Baja derby (Baja Run)                                         | Douglas Schwartz  | Deborah Schwartz                          | 1994. október 17.    |
| 92.  | 5.  | Buchannon repül (Air Buchannon)                                 | Roy Campanella II | David Braff                               | 1994. október 24.    |
| 93.  | 6.  | Egy óriási szív (Short Sighted)                                 | Douglas Schwartz  | Deborah Schwartz                          | 1994. október 31.    |
| 94.  | 7.  | Valaki vegye át Baywatchot (Someone to Baywatch Over You)       | Reza Badiyi       | Kimmer Ringwald                           | 1994. november 7.    |
| 95.  | 8.  | Rádióveszély (KGAS, the Groove-Yard of Solid Gold)              | Charles Winkler   | Reuben Leder                              | 1994. november 14.   |
| 96.  | 9.  | Vörös szél (Red Wind)                                           | Gregory J. Bonann | Eric Blakeney                             | 1994. november 21.   |
| 97.  | 10. | Légpárnás szerelem (I, Spike)                                   | Gregory J. Bonann | Michael Berk                              | 1994. november 28.   |
| 98.  | 11. | Karácsonyi éj 1. rész (Silent Night, Baywatch Night, Part 1)    | Douglas Schwartz  | Deborah Schwartz                          | 1994. december 5.    |
| 99.  | 12. | Karácsonyi éj 2. rész (Silent Night, Baywatch Night, Part 2)    | Douglas Schwartz  | Deborah Schwartz                          | 1994. december 12.   |
| 100. | 13. | Gumibabák (Rubber Ducky)                                        | Gregory J. Bonann | David Braff                               | 1995. január 30.     |
| 101. | 14. | Hazatérés (Homecoming)                                          | Gus Trikonis      | Steven Barnes                             | 1995. február 6.     |
| 102. | 15. | Ragadd meg a napot (Seize the Day)                              | Douglas Schwartz  | Deborah Schwartz                          | 1995. február 13.    |
| 103. | 16. | Egy kis segítség a barátoktól (A Little Help)                   | Michael Berk      | Susan Hamilton Brin & Michele Rogers Berk | 1995. február 20.    |
| 104. | 17. | Apák napja (Father's Day)                                       | Gregory J. Bonann | Michael Berk & Tanquil Lisa Collins       | 1995. február 27.    |
| 105. | 18. | Tüzet tűzzel (Fire with Fire)                                   | Michael Preece    | David Braff                               | 1995. április 24.    |
| 106. | 19. | Mélyponton (Deep Trouble)                                       | Gus Trikonis      | John Allen Nelson & Max Strom             | 1995. május 1.       |
| 107. | 20. | Az ígéret földje (Promised Land)                                | Paul Cajero       | David Braff                               | 1995. május 8.       |
| 108. | 21. | Csavargók földje (The Runaways)                                 | L. Lewis Stout    | David Braff                               | 1995. május 15.      |
| 109. | 22. | Nő pia motor (Wet N' Wild)                                      | Paul Lazarus      | Kimmer Ringwald                           | 1995. május 22.      |

## 6. évad (1995–1996)
| Sor. | Év. | Cím                                                             | Rendező           | Író                                       | Premier              |
| ---- | --- | --------------------------------------------------------------- | ----------------- | ----------------------------------------- | -------------------- |
| 110. | 1.  | Az óceán fogságában 1. rész (Trapped Beneath the Sea, Part 1)   | Gregory J. Bonann | Michael Berk                              | 1995. szeptember 25. |
| 111. | 2.  | Az óceán fogságában 2. rész (Trapped Beneath the Sea, Part 2)   | Gregory J. Bonann | Michael Berk                              | 1995. október 2.     |
| 112. | 3.  | Tüzes börtön (Hot Stuff)                                        | Georg Fenady      | David Braff                               | 1995. október 9.     |
| 113. | 4.  | Szörf az élet (Surf's Up)                                       | Gus Trikonis      | David Braff                               | 1995. október 16.    |
| 114. | 5.  | Minden kornak a maga szépsége (To Everything There Is a Season) | Douglas Schwartz  | Deborah Schwartz                          | 1995. október 23.    |
| 115. | 6.  | Örvény (Leap of Faith)                                          | Douglas Schwartz  | Deborah Schwartz                          | 1995. október 30.    |
| 116. | 7.  | A félelem arca (Face of Fear)                                   | Douglas Schwartz  | Deborah Schwartz                          | 1995. november 6.    |
| 117. | 8.  | Cserbenhagyás (Hit and Run)                                     | Gus Trikonis      | Grant Rosenberg                           | 1995. november 13.   |
| 118. | 9.  | Az otthon édes melege (Home Is Where the Heat Is)               | L. Lewis Stout    | Michael Berk                              | 1995. november 20.   |
| 119. | 10. | Édes álmok (Sweet Dreams)                                       | Gregory J. Bonann | Tanquil Lisa Collins                      | 1995. november 27.   |
| 120. | 11. | Az incidens (The Incident)                                      | Gregory J. Bonann | Kimmer Ringwald                           | 1996. január 15.     |
| 121. | 12. | Szépség és Szörnyeteg (Beauty and the Beast)                    | David W. Hagar    | David Braff                               | 1996. január 29.     |
| 122. | 13. | Logan balesete (Desperate Encounter)                            | Douglas Schwartz  | Deborah Schwartz                          | 1996. február 5.     |
| 123. | 14. | A part Angyalai (Baywatch Angels)                               | Georg Fenady      | Michele Rogers Berk & Susan Hamilton Brin | 1996. február 12.    |
| 124. | 15. | Becsapódás (Bash at the Beach)                                  | Douglas Schwartz  | Deborah Schwartz                          | 1996. február 19.    |
| 125. | 16. | Szabadesés (Freefall)                                           | Michael Berk      | Michael Berk                              | 1996. február 26.    |
| 126. | 17. | Tengerre fel (Sail Away)                                        | Paul Cajero       | David Braff                               | 1996. március 18.    |
| 127. | 18. | Meglehet még ami elveszett (Lost and Found)                     | Reza Badiyi       | Evan Somers                               | 1996. március 25.    |
| 128. | 19. | Tiltott Paradicsom 1. rész (Forbidden Paradise, Part 1)         | Douglas Schwartz  | Deborah Schwartz                          | 1996. április 22.    |
| 129. | 20. | Tiltott Paradicsom 2. rész (Forbidden Paradise, Part 2)         | Douglas Schwartz  | Deborah Schwartz                          | 1996. április 29.    |
| 130. | 21. | Az utolsó hullám (Last Wave)                                    | Reza Badiyi       | Tanquil Lisa Collins & David Braff        | 1996. május 6.       |
| 131. | 22. | Irány az arany (Go for the Gold)                                | Peter H. Hunt     | David Braff                               | 1996. május 13.      |

## 7. évad (1996–1997)
| Sor. | Év. | Cím                                          | Rendező           | Író                                                                  | Premier              |
| ---- | --- | -------------------------------------------- | ----------------- | -------------------------------------------------------------------- | -------------------- |
| 132. | 1.  | Cápaterror (Shark Fever)                     | Gregory J. Bonann | David Braff                                                          | 1996. szeptember 23. |
| 133. | 2.  | Szépségverseny (The Contest)                 | Reza Badiyi       | Michael Berk                                                         | 1996. szeptember 30. |
| 134. | 3.  | Tőke (Liquid Assets)                         | Reza Badiyi       | Michael Berk                                                         | 1996. október 7.     |
| 135. | 4.  | Szelek szárnyán (Windswept)                  | Georg Fenady      | David Braff                                                          | 1996. október 14.    |
| 136. | 5.  | Kánikula (Scorcher)                          | Gregory J. Bonann | Kimmer Ringwald                                                      | 1996. október 21.    |
| 137. | 6.  | Nagy durranás (Beach Blast)                  | Douglas Schwartz  | Történet: Deborah Schwartz Tévéjáték: Kimmer Ringwald                | 1996. október 28.    |
| 138. | 7.  | Vacsoravendég (Guess Who's Coming to Dinner) | Douglas Schwartz  | Deborah Schwartz                                                     | 1996. november 4.    |
| 139. | 8.  | Vasemberek (Let the Games Begin)             | Gregory J. Bonann | Tanquil Lisa Collins                                                 | 1996. november 11.   |
| 140. | 9.  | Föld alatt (Buried)                          | David W. Hagar    | David Braff                                                          | 1996. november 18.   |
| 141. | 10. | Tűz és víz (Search and Rescue)               | Gregory J. Bonann | Michael Berk                                                         | 1997. január 13.     |
| 142. | 11. | Gyógyítsuk meg az öblöt! (Heal the Bay)      | Gus Trikonis      | Kimmer Ringwald                                                      | 1997. január 27.     |
| 143. | 12. | Portugál harcos (Bachelor of the Month)      | Reza Badiyi       | David Braff                                                          | 1997. február 3.     |
| 144. | 13. | Utolsó esély (Chance of a Lifetime)          | Douglas Schwartz  | Deborah Schwartz                                                     | 1997. február 10.    |
| 145. | 14. | Talkshow (Talk Show)                         | Gregory J. Bonann | Kimmer Ringwald                                                      | 1997. február 17.    |
| 146. | 15. | Őrangyal (Life-Guardian)                     | Gregory J. Bonann | Tanquil Lisa Collins                                                 | 1997. február 24.    |
| 147. | 16. | Szívzűrök (Matters of the Heart)             | Michael Berk      | Kimmer Ringwald                                                      | 1997. március 3.     |
| 148. | 17. | Randevú (Rendezvous)                         | Gus Trikonis      | Kimmer Ringwald                                                      | 1997. április 7.     |
| 149. | 18. | Meztelen igazság (Hot Water)                 | L. Lewis Stout    | Michele Rogers Berk & Susan Hamilton Brin                            | 1997. április 14.    |
| 150. | 19. | Tűzpróba (Trial By Fire)                     | L. Lewis Stout    | David Braff                                                          | 1997. április 21.    |
| 151. | 20. | Vizivilág (Baywatch at Sea World)            | Douglas Schwartz  | Történet: Deborah Schwartz Tévéjáték: Deborah Schwartz & Kevin Beggs | 1997. április 28.    |
| 152. | 21. | Főnyeremény (Golden Girls)                   | Gus Trikonis      | David Braff                                                          | 1997. május 5.       |
| 153. | 22. | Soha már (Nevermore)                         | Douglas Schwartz  | Deborah Schwartz                                                     | 1997. május 12.      |

## 8. évad (1997–1998)
| Sor. | Év. | Cím                                                                       | Rendező             | Író                                                | Premier              |
| ---- | --- | ------------------------------------------------------------------------- | ------------------- | -------------------------------------------------- | -------------------- |
| 154. | 1.  | Újoncfelvétel (Rookie Summer)                                             | Gregory J. Bonann   | David Braff                                        | 1997. szeptember 22. |
| 155. | 2.  | Következő generáció (Next Generation)                                     | Gregory J. Bonann   | David Braff                                        | 1997. szeptember 29. |
| 156. | 3.  | A választás (The Choice)                                                  | Gregory J. Bonann   | Gillian Horvath                                    | 1997. október 6.     |
| 157. | 4.  | Az emlékezés napja (Memorial Day)                                         | Gregory J. Bonann   | Kimmer Ringwald                                    | 1997. október 13.    |
| 158. | 5.  | Charlie (Charlie)                                                         | Gregory J. Bonann   | Tanquil Lisa Collins                               | 1997. október 20.    |
| 159. | 6.  | Szigorúan bizalmas (Lifeguard Confidential)                               | David W. Hagar      | Michael Berk                                       | 1997. október 27.    |
| 160. | 7.  | Derült égből (Out of the Blue)                                            | Parker Stevenson    | David Braff                                        | 1997. november 3.    |
| 161. | 8.  | Sokkhatás (Eel Nino)                                                      | Douglas Schwartz    | Gillian Horvath                                    | 1997. november 10.   |
| 162. | 9.  | Hazatérés (Homecoming)                                                    | Paul Cajero         | Kimmer Ringwald                                    | 1997. november 17.   |
| 163. | 10. | Eltűnt (Missing)                                                          | Parker Stevenson    | David Braff                                        | 1997. november 24.   |
| 164. | 11. | A baleset (Hijacked)                                                      | Robert Weaver       | Gillian Horvath                                    | 1997. december 1.    |
| 165. | 12. | Zsákutca (No Way Out)                                                     | Gregory J. Bonann   | Tanquil Lisa Collins                               | 1998. január 26.     |
| 166. | 13. | Visszaszámlálás (Countdown)                                               | Rick Jacobson       | Tanquil Lisa Collins                               | 1998. február 2.     |
| 167. | 14. | Szörfverseny (Surf City)                                                  | Gregory J. Bonann   | David Braff                                        | 1998. február 9.     |
| 168. | 15. | Max (To the Max)                                                          | Douglas Schwartz    | Deborah Schwartz                                   | 1998. február 16.    |
| 169. | 16. | A delfin éjszakája (Night of the Dolphin)                                 | Tracy Lynch Britton | Kimmer Ringwald                                    | 1998. február 23.    |
| 170. | 17. | Padlógázzal (Full Throttle)                                               | L. Lewis Stout      | Kimmer Ringwald                                    | 1998. március 2.     |
| 171. | 18. | Karantén (Quarantine)                                                     | Douglas Schwartz    | Kim Weiskopf                                       | 1998. április 20.    |
| 172. | 19. | Álruhás veszedelem (Diabolique)                                           | Parker Stevenson    | Kimmer Ringwald                                    | 1998. április 27.    |
| 173. | 20. | Fehér villám (Bon Voyage)                                                 | Douglas Schwartz    | David Braff                                        | 1998. május 4.       |
| 174. | 21. | Fehér villám, zöld veszedelem 2/1. (White Thunder at Glacier Bay, Part 1) | Douglas Schwartz    | Történet: Deborah Schwartz Tévéjáték: Michael Berk | 1998. május 11.      |
| 175. | 22. | Fehér villám, zöld veszedelem 2/2. (White Thunder at Glacier Bay, Part 2) | Douglas Schwartz    | Történet: Deborah Schwartz Tévéjáték: Michael Berk | 1998. május 18.      |

## 9. évad (1998–1999)
| Sor. | Év. | Cím                                                    | Rendező           | Író                         | Premier              |
| ---- | --- | ------------------------------------------------------ | ----------------- | --------------------------- | -------------------- |
| 176. | 1.  | Zuhanás 2/1. (Crash, Part 1)                           | Gregory J. Bonann | David Braff                 | 1998. szeptember 21. |
| 177. | 2.  | Zuhanás 2/2. (Crash, Part 2)                           | Gregory J. Bonann | David Braff                 | 1998. szeptember 28. |
| 178. | 3.  | Cápák, hazugság, videó (Sharks, Lies and Videotape)    | Parker Stevenson  | Maggie Marshall             | 1998. október 5.     |
| 179. | 4.  | Delfinlesen (Dolphin Quest)                            | Gregory J. Bonann | Tanquil Lisa Collins        | 1998. október 12.    |
| 180. | 5.  | Őstehetség (The Natural)                               | Rick Jacobson     | Sherri Ziff Lester          | 1998. október 19.    |
| 181. | 6.  | Hullámtörés (Drop Zone)                                | David W. Hagar    | Kimmer Ringwald             | 1998. október 26.    |
| 182. | 7.  | Végtelen éjszaka (Hot Summer Night)                    | Rick Jacobson     | Kimmer Ringwald             | 1998. november 2.    |
| 183. | 8.  | Sodrásban (Swept Away)                                 | L. Lewis Stout    | David Braff                 | 1998. november 9.    |
| 184. | 9.  | Toronytól toronyig (The Swimmer)                       | Gregory J. Bonann | Kimmer Ringwald             | 1998. november 16.   |
| 185. | 10. | A játszótárs (Friends Forever)                         | Douglas Schwartz  | Deborah Schwartz            | 1998. november 23.   |
| 186. | 11. | Esély (The Edge)                                       | Robert Weaver     | Steven Barnes               | 1998. december 14.   |
| 187. | 12. | A nagy kékség (The Big Blue)                           | Gregory J. Bonann | Tanquil Lisa Collins        | 1999. január 11.     |
| 188. | 13. | Jöjj, repülj velem! (Come Fly With Me)                 | David Hasselhoff  | David Braff                 | 1999. január 18.     |
| 189. | 14. | És a fiúk fiúk lesznek (Boys Will Be Boys)             | Georg Fenady      | Kimmer Ringwald             | 1999. február 1.     |
| 190. | 15. | Grand Prix (Baywatch Grand Prix)                       | Georg Fenady      | David Braff                 | 1999. február 8.     |
| 191. | 16. | A világ túlsó oldalán 1. (Baywatch Down Under, Part 1) | Gregory J. Bonann | Maurice Hurley              | 1999. február 15.    |
| 192. | 17. | A világ túlsó oldalán 2. (Baywatch Down Under, Part 2) | Gregory J. Bonann | Maurice Hurley              | 1999. február 22.    |
| 193. | 18. | Vízitánc (Water Dance)                                 | Douglas Schwartz  | John Whelpley               | 1999. március 22.    |
| 194. | 19. | Kettős veszedelem (Double Jeopardy)                    | Parker Stevenson  | Chad Hayes & Carey W. Hayes | 1999. április 26.    |
| 195. | 20. | Erőszakhullám (Wave Rage)                              | Parker Stevenson  | Kimmer Ringwald             | 1999. május 3.       |
| 196. | 21. | Galaktikus Lányok (Galaxy Girls)                       | Douglas Schwartz  | Kimmer Ringwald             | 1999. május 10.      |
| 197. | 22. | Homokvárak (Castles in the Sand)                       | Parker Stevenson  | David Braff                 | 1999. május 17.      |

## 10. évad (1999–2000)
| Sor. | Év. | Cím                                                    | Rendező           | Író                              | Premier              |
| ---- | --- | ------------------------------------------------------ | ----------------- | -------------------------------- | -------------------- |
| 198. | 1.  | Aloha Baywatch (Aloha, Baywatch)                       | Gregory J. Bonann | Maurice Hurley                   | 1999. szeptember 20. |
| 199. | 2.  | Mahalo Hawaii (Mahalo, Hawaii)                         | Georg Fenady      | Maurice Hurley                   | 1999. szeptember 27. |
| 200. | 3.  | Gyenge láncszem (Weak Link)                            | Gregory J. Bonann | Donald R. Boyle                  | 1999. október 4.     |
| 201. | 4.  | Cápa sziget (Shark Island)                             | Georg Fenady      | Donald R. Boyle                  | 1999. október 11.    |
| 202. | 5.  | Támadó csapat (Strike Team)                            | Gregory J. Bonann | Maurice Hurley                   | 1999. október 18.    |
| 203. | 6.  | Vasárnap Kauai-on (Sunday in Kauai)                    | Gregory J. Bonann | Maurice Hurley & Donald R. Boyle | 1999. október 25.    |
| 204. | 7.  | Halálos kockázat (Risk to Death)                       | Georg Fenady      | Maurice Hurley & Donald R. Boyle | 1999. november 1.    |
| 205. | 8.  | A vőlegény apja (Father of the Groom)                  | L. Lewis Stout    | Donald R. Boyle                  | 1999. november 8.    |
| 206. | 9.  | A vadászat (The Hunt)                                  | Georg Fenady      | John Whelpley                    | 1999. november 15.   |
| 207. | 10. | Arany a mélyből (Gold From the Deep)                   | Robert Weaver     | Maurice Hurley & Donald R. Boyle | 1999. november 22.   |
| 208. | 11. | Hajlam (Bent)                                          | Robert Weaver     | Maurice Hurley & Donald R. Boyle | 1999. december 6.    |
| 209. | 12. | A legkisebb ellenállás útja (Path of Least Resistance) | Rick Jacobson     | Maurice Hurley & Donald R. Boyle | 1999. december 13.   |
| 210. | 13. | Folyékony látomások (Liquid Visions)                   | Gregory J. Bonann | Cal Clements, Jr.                | 2000. január 17.     |
| 211. | 14. | Vonalak a homokban (Lines in the Sand)                 | Gregory J. Bonann | Maurice Hurley & Donald R. Boyle | 2000. január 31.     |
| 212. | 15. | A hős (The Hero)                                       | Rick Jacobson     | Maurice Hurley & Donald R. Boyle | 2000. február 7.     |
| 213. | 16. | Villámárvíz (Thunder Tide)                             | Gregory J. Bonann | Maurice Hurley & Donald R. Boyle | 2000. február 14.    |
| 214. | 17. | Lélegzetvétel (Breath of Life)                         | Rick Jacobson     | Tanquil Lisa Collins             | 2000. február 21.    |
| 215. | 18. | A nagy szigeti hőség (Big Island Heat)                 | Rick Jacobson     | Maurice Hurley & Donald R. Boyle | 2000. március 13.    |
| 216. | 19. | Maui terep (Maui Xterra)                               | Gregory J. Bonann | Cal Clements, Jr.                | 2000. április 24.    |
| 217. | 20. | Baywatch O'Hana (Baywatch O'Hana)                      | Rick Jacobson     | Maurice Hurley & Donald R. Boyle | 2000. május 1.       |
| 218. | 21. | Utolsó mentőakció (Last Rescue)                        | Gregory J. Bonann | Rick Husky                       | 2000. május 8.       |
| 219. | 22. | Gyilkológép (Killing Machine)                          | L. Lewis Stout    | Michael Sloan                    | 2000. május 15.      |

## 11. évad (2000–2001)
| Sor. | Év. | Cím                                               | Rendező            | Író                                     | Premier            |
| ---- | --- | ------------------------------------------------- | ------------------ | --------------------------------------- | ------------------ |
| 220. | 1.  | Túlélő lélek (Soul Survivor)                      | Frank South        | Frank South                             | 2000. október 2.   |
| 221. | 2.  | Kés a szívben (A Knife in the Heart)              | Jefferson Kibbee   | Frederick Rappaport                     | 2000. október 9.   |
| 222. | 3.  | Rosszfiúk (Bad Boyz)                              | Jefferson Kibbee   | Kris Dobkin                             | 2000. október 16.  |
| 223. | 4.  | Veszélyes játékok (Dangerous Games)               | Anson Williams     | André Jacquemetton & Maria Jacquemetton | 2000. október 23.  |
| 224. | 5.  | Jéghideg (Stone Cold)                             | Anson Williams     | Frank South                             | 2000. október 30.  |
| 225. | 6.  | Megszegett ígéret (Broken Promises)               | Jefferson Kibbee   | Frederick Rappaport                     | 2000. november 6.  |
| 226. | 7.  | Álomnő (Dream Girl)                               | Anson Williams     | Kris Dobkin                             | 2000. november 13. |
| 227. | 8.  | A ketrec (The Cage)                               | Rick Jacobson      | André Jacquemetton & Maria Jacquemetton | 2000. november 20. |
| 228. | 9.  | Ben (Ben)                                         | Gregory J. Bonann  | Kris Dobkin                             | 2000. november 27. |
| 229. | 10. | Kötelék, ami összeköt (Ties That Bind)            | Gabrielle Beaumont | Frederick Rappaport                     | 2000. december 4.  |
| 230. | 11. | Fekete özvegy (Black Widow)                       | Gabrielle Beaumont | André Jacquemetton & Maria Jacquemetton | 2000. december 11. |
| 231. | 12. | Az Ex-akták (The Ex-Files)                        | David W. Hagar     | Frank South                             | 2001. január 29.   |
| 232. | 13. | A zaklató (The Stalker)                           | Rick Jacobson      | Kris Dobkin                             | 2001. február 5.   |
| 233. | 14. | Faust atya (Father Faust)                         | Rick Jacobson      | Frank South                             | 2001. február 12.  |
| 234. | 15. | Egy jó ember egy viharban (A Good Man in a Storm) | Anson Williams     | Frederick Rappaport                     | 2001. február 19.  |
| 235. | 16. | Apám, a hős (My Father, the Hero)                 | Anson Williams     | André Jacquemetton & Maria Jacquemetton | 2001. február 26.  |
| 236. | 17. | Forráspont (Boiling Point)                        | Gary Capo          | Frederick Rappaport                     | 2001. április 9.   |
| 237. | 18. | Jessie visszatér (The Return of Jessie)           | Jefferson Kibbee   | Howard Grigsby                          | 2001. április 16.  |
| 238. | 19. | Csapdában (Trapped)                               | Anson Williams     | Kris Dobkin                             | 2001. április 23.  |
| 239. | 20. | Halálos ítélet (Dead Reckoning)                   | Jefferson Kibbee   | Frederick Rappaport                     | 2001. április 30.  |
| 240. | 21. | A Makapu'u világítótorony (Makapu'u Lighthouse)   | Rick Jacobson      | Frank South                             | 2001. május 7.     |
| 241. | 22. | Ments meg! (Rescue Me)                            | David W. Hagar     | Frank South                             | 2001. május 14.    |